# Scytalosoma triassicum
Scytalosoma triassicum är en mångfotingart som beskrevs av Karl Wilhelm Verhoeff 1910. Scytalosoma triassicum ingår i släktet Scytalosoma och familjen spökdubbelfotingar. Inga underarter finns listade i Catalogue of Life.